# Centre (Alabama)
Centre is een plaats (city) in de Amerikaanse staat Alabama, en valt bestuurlijk gezien onder Cherokee County.

## Demografie
Bij de volkstelling in 2000 werd het aantal inwoners vastgesteld op 3216.
In 2006 is het aantal inwoners door het United States Census Bureau geschat op 3389, een stijging van 173 (5,4%).

## Geografie
Volgens het United States Census Bureau beslaat de plaats een oppervlakte van
28,7 km², waarvan 28,4 km² land en 0,3 km² water. Centre ligt op ongeveer 166 m boven zeeniveau.

## Plaatsen in de nabije omgeving
De onderstaande figuur toont de plaatsen in een straal van 32 km rond Centre.